# Duaenhor
| D2 · D21 | D46 · V4 | N14 · N35 |

| D2 · D21 | D46 · V4 | N14 · N35 |

Duaenhor byl egyptský princ, který byl pojmenován po bohu Horovi.

## Rodina
Duaenhor je považován za syna korunního prince Kawaba a královny Hetepheres II., tedy vnuka faraona Chufua a královny Meritites I. Na druhé straně, na základě svých titulů, mezi které patří Syn krále, může být jedním z mladších synů faraona Chufua (spolu s Kaemsechemem a Mindžedefem).
Duaenhorovi bratři mohli být tedy Kaemsechem a Mindžedef. Duaenhor měl také dceru jménem Nebtyhotep.

## Hrobka
Duaenhor byl pohřben v Gíze v mastabě G 7550. V hrobce je zmíněn jeho otec a matka. Jeho dcera je zmíněna na jižní vstupní fasádě.
Scény v hrobce zobrazují:
- (1) Duaenhora a jeho rodinu
- (2) Stolní scéna
- (3) Řezníky v práci
- (4) Falešné dveře Duaenhora